# Juncus gracillimus
Juncus gracillimus är en tågväxtart som först beskrevs av Franz Georg Philipp Buchenau, och fick sitt nu gällande namn av V.I. Kreczetowicz och Nikolai Fedorovich Gontscharow. Juncus gracillimus ingår i släktet tåg, och familjen tågväxter. Inga underarter finns listade i Catalogue of Life.